# Campionato africano femminile under 18 di pallavolo
Il campionato africano femminile under 18 di pallavolo è una competizione pallavolistica, organizzata dalla CAVB, per squadre nazionali africane, riservata a giocatrici con un'età inferiore di 18 anni.

## Edizioni
| Edizione      | Edizione      | Podio     | Podio      | Podio        |
| Anno          | Organizzatore | Campione  | Seconda    | Terza        |
| ------------- | ------------- | --------- | ---------- | ------------ |
| 1994 Dettagli | ?             | ?         | ?          | ?            |
| 1996 Dettagli | Egitto        | Mauritius | ?          | ?            |
| 1998 Dettagli | ?             | ?         | ?          | ?            |
| 2000 Dettagli | ?             | ?         | ?          | ?            |
| 2002 Dettagli | ?             | Egitto    | ?          | ?            |
| 2004 Dettagli | Egitto        | Egitto    | Tunisia    | Algeria      |
| 2006 Dettagli | Algeria       | Tunisia   | Egitto     | Algeria      |
| 2008 Dettagli | Tunisia       | Tunisia   | Egitto     | Algeria      |
| 2010 Dettagli | Egitto        | Tunisia   | Egitto     | Kenya        |
| 2011 Dettagli | Egitto        | Egitto    | Algeria    | Tunisia      |
| 2013 Dettagli | Egitto        | Egitto    | Tunisia    | Algeria      |
| 2014 Dettagli | Egitto        | Egitto    | Tunisia    | Algeria      |
| 2016 Dettagli | Madagascar    | Egitto    | Madagascar | Mauritius    |
| 2018 Dettagli | Egitto        | Egitto    | Camerun    | RD del Congo |

## Medagliere
| Pos. | Squadra      | 1º posto | 2º posto | 3º posto | Totale |
| ---- | ------------ | -------- | -------- | -------- | ------ |
| 1    | Egitto       | 7        | 3        | -        | 10     |
| 2    | Tunisia      | 3        | 3        | 1        | 7      |
| 3    | Mauritius    | 1        | -        | 1        | 2      |
| 4    | Algeria      | -        | 1        | 5        | 6      |
| 5    | Camerun      | -        | 1        | -        | 1      |
| 5    | Madagascar   | -        | 1        | -        | 1      |
| 7    | RD del Congo | -        | -        | 1        | 1      |
| 7    | Kenya        | -        | -        | 1        | 1      |

Data la mancanza di risultati il medagliere è incompleto.